# Salaj (Maler)

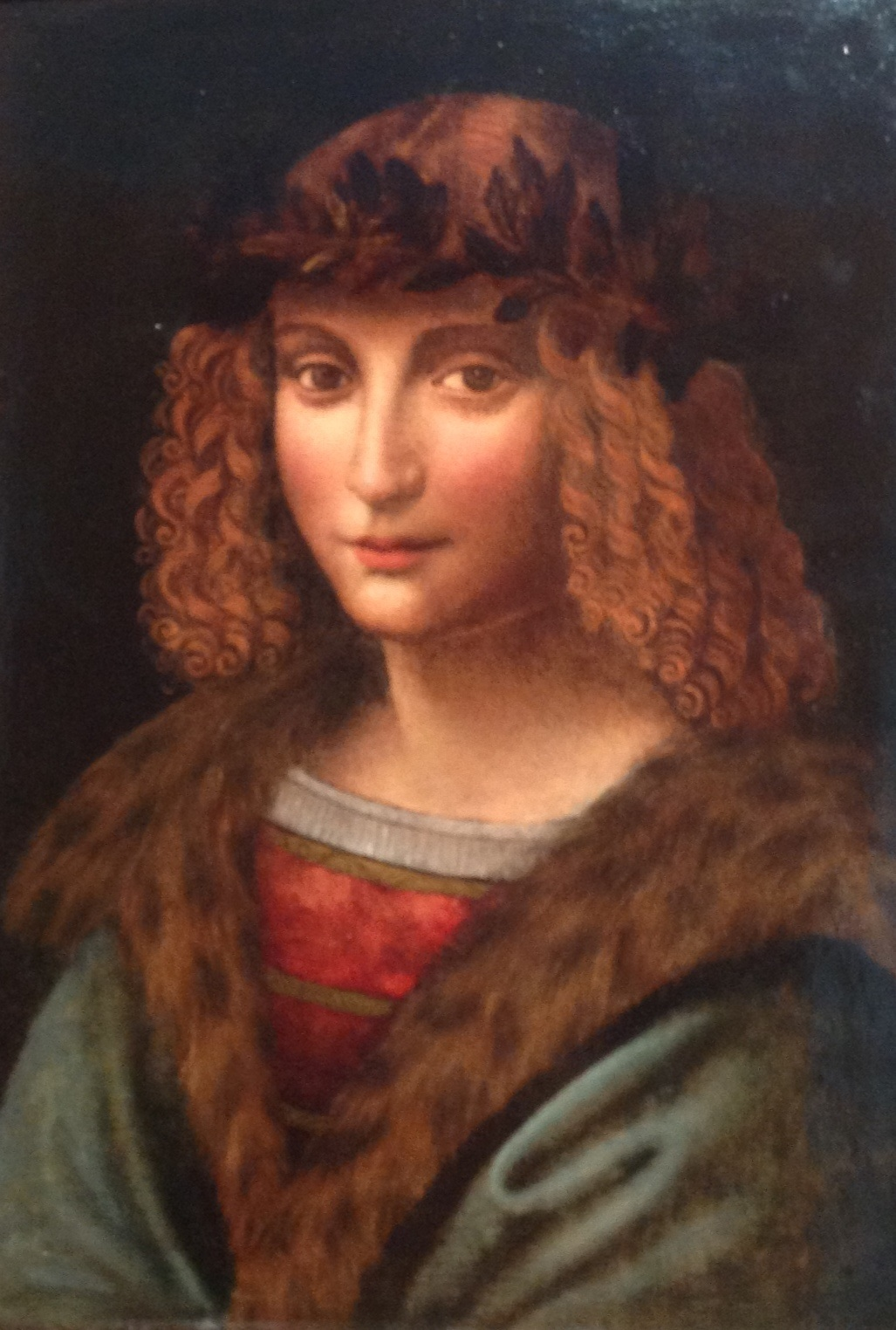
Porträt Gian Giacomo Caprottis von unbekanntem Maler

Salaj (* um 1480 in Mailand; † vor dem 10. März 1524 ebenda; eigentlicher Name Gian Giacomo Caprotti) war ein italienischer Maler der lombardischen Schule aus dem direkten Umkreis des Leonardo da Vinci.

## Leben

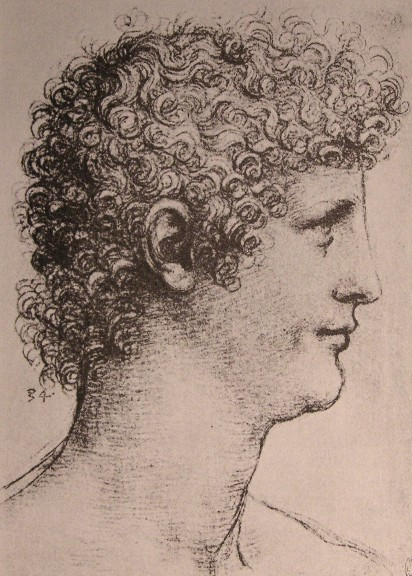
Leonardo: (Vermutlich) Kopf des Salaj

Leonardo: Salaj als Johannes der Täufer

Salaj war ein Sohn des Pietro di Giovanni, der Pächter eines Weinguts von Leonardo da Vinci vor Porta Vercellina war. Er kam gegen 1490 als Zehnjähriger in die Leonardo-Werkstatt, wo er als Gehilfe beschäftigt wurde. Nach Vasari nahm Leonardo den Jungen als Schüler an, weil ihm dessen „Anmut und Schönheit“ sowie sein „gekräuseltes Lockenhaar“ gefielen. So wurde Salaj auch zum Modell für Gemälde wie Johannes der Täufer, Bacchus und Angelo incarnato. In den ersten Jahren zeichnete er sich allerdings vor allem durch zahlreiche Streiche aus, die Leonardo teilweise recht ausführlich dokumentiert. Er bezeichnete ihn als „Dieb, Lügner, Trotzkopf“ und „Leckermaul“. Selbst 1497 konstatiert er noch: „Salai stiehlt das Geld.“ Doch anscheinend konnte er dem Schüler nicht böse sein. Obwohl er ihm und seinen Gehilfen manch gar üblen Streich spielte und ihm sogar Geld und seinen Mitschülern Silberstifte und ähnliches entwendete, muss er sich doch, wie für das Jahr 1494 dokumentiert wird, als nützlich erwiesen haben, denn er durfte in der Werkstatt verbleiben. Laut Vasari lehrte ihn Leonardo selbst „viele Dinge in der Kunst“, und er soll einige Arbeiten seines Schülers selber überarbeitet haben.

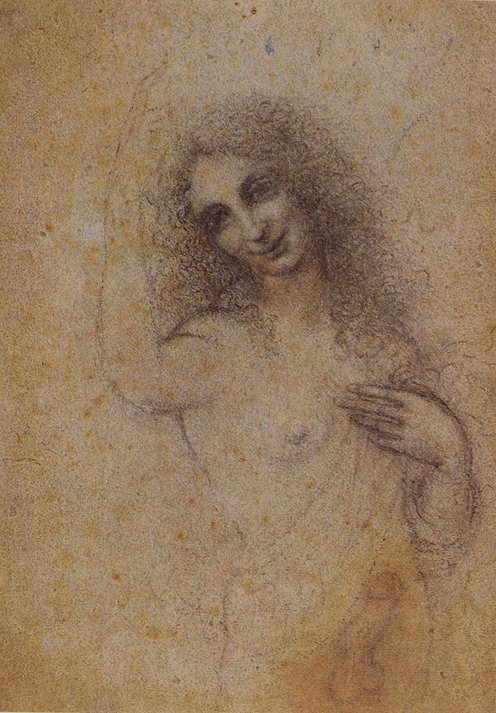
Leonardo: Salaj als Angelo incarnato

Salaj begleitete Leonardo nach Mantua, Venedig und Florenz. In Florenz ist er vermutlich einer der beiden namentlich nicht genannten Schüler gewesen, die 1501 unter Leonardos Augen Bildnisse malten. Dabei muss Salaj Tüchtiges geleistet haben, denn 1505 bot er der Marchesa Isabella d’Este, die sich seit Jahren erfolglos um ein Bild von Leonardo da Vinci bemühte, an, ihr „qualche cosa galante“ zu malen. Kurz darauf begleitete er Leonardo abermals nach Mailand, um ihm gegen 1507/1508 wegen eines Prozesses abermals kurz nach Florenz zu folgen. Von dort schickte ihn Leonardo bald wieder nach Mailand, wo er Briefe an Charles d’Amboise und Francesco Melzi besorgen sollte. Danach folgte er seinem Meister nach Rom und 1516 auch nach Frankreich – wo Leonardo starb. Salaj erbte die Hälfte eines Weinguts von Leonardo „für die vielen treuen und wertvollen Dienste“. Dort verbrachte er die letzten Jahre bis zu seinem Tod.
Salaj starb im Alter von 44 Jahren durch einen nicht näher belegten Büchsenschuss und wurde am 10. März 1524 in Mailand begraben. Das monumentale Denkmal des Leonardo da Vinci auf der Piazza della Scala in Mailand zeigt Caprotti, gemeinsam mit drei weiteren Künstlern aus der Schule des Leonardo (Marco d’Oggiono, Cesare da Sesto und Giovanni Boltraffio).

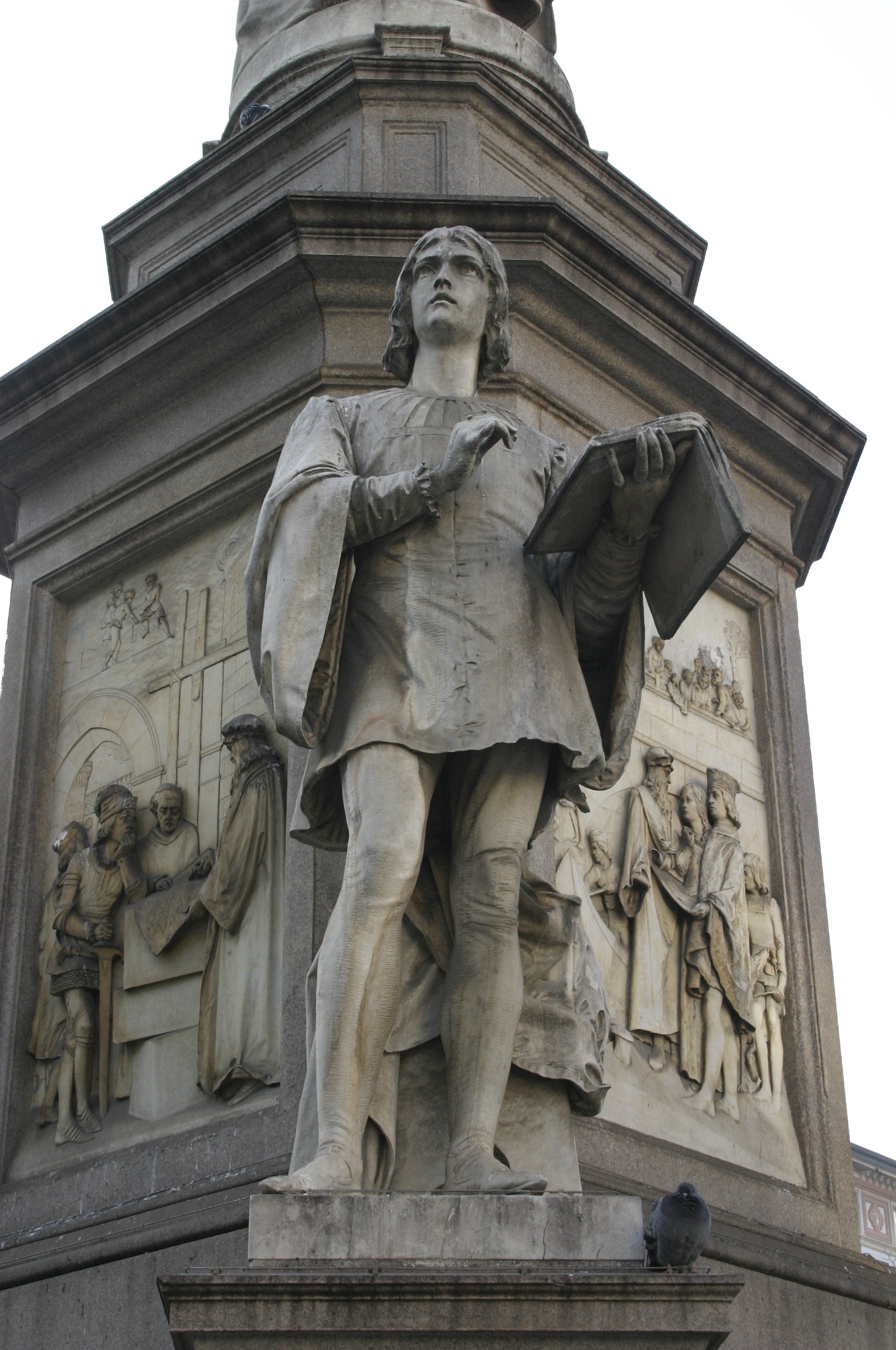
Statue des Gian Giacomo Caprotti auf der Piazza della Scala in Mailand.

Obwohl Salaj als Person recht gut dokumentiert ist, tut sich die Kunstwissenschaft bis heute schwer, ihm eigenhändige Werke zuzuschreiben. Im Wesentlichen wird ihm eine Gruppe von Bildern aus dem unmittelbaren Umkreis von Leonardo zuerkannt, die überwiegend in den Jahren 1500 bis 1502 datiert werden. Ausgangspunkt dafür waren Motive, die für Salaj durch Dokumente belegt sind oder sich in seinem Besitz befanden. Bereichert wurde diese Auswahl durch weitere Werke, die vermutlich von gleicher Hand gemalt worden sind. Dennoch fehlt bis zur Auffindung eines unbestrittenen Bildes der endgültige Beweis für seine Autorenschaft.

### Geliebter von Leonardo
Über die Beziehung zwischen Leonardo und Salaj gingen Gerüchte um. So existiert ein um 1563 entstandener imaginärer Dialog zwischen Phidias und Leonardo des Mailänder Malers Giovanni Paolo Lomazzo, in dem Leonardo eine Verteidigung der körperlichen Liebe zwischen Männern (beziehungsweise zwischen Männern und Knaben) untergeschoben wird, in der er Salaj als seinen Geliebten nennt. Im selben Dialog preist Leonardo Salaj als äußerst hübsch mit schönen, gewellten Haaren und wohl proportionierten Mund und Augen und bezeichnet ihn als seinen geliebten „pincerna“ (lat. Mundschenk in Anspielung auf den Ganymed-Mythos). Die direkte Anspielung auf ein mögliches sexuelles Verhältnis findet sich im Codex Atlanticus, wo auf der Rückseite der Blätter 132 und 133 zwei erigierte Penisse (auf Beinen und mit Schwänzen) gezeichnet sind, die auf einen mit „Salaj“ überschriebenen Anus zuwandeln. Die beiden Blätter enthalten außerdem die Skizze eines Fahrrads und die Karikatur eines Jünglings, der Salaj darstellen soll. Von Salaj stammt aber nicht die bekannte Fahrradzeichnung, die ursprünglich Leonardo zugeschrieben wurde, heute aber als Fälschung gilt, sondern sehr wahrscheinlich nur zwei Kreise auf dem Blatt.
Die Zeichnungen stammen vermutlich von der Hand eines auf Salaj eifersüchtigen Gehilfen Leonardos. Andere Quellen sollen belegen, dass Salaj das Modell für das Gemälde Mona Lisa war. Demnach handele es sich bei dem Gemälde um die Darstellung eines Mannes, da der Name „Mona Lisa“ ein Anagramm zu „Mon Salai“ (dt.: Mein Salai) ist. Bereits der erste Biograph von da Vinci, Giorgio Vasari (1511–1574), erwähnte diese These zum Anagramm.

## Einige zugeschriebene Werke
- Budapest, Szépművészeti Múzeum

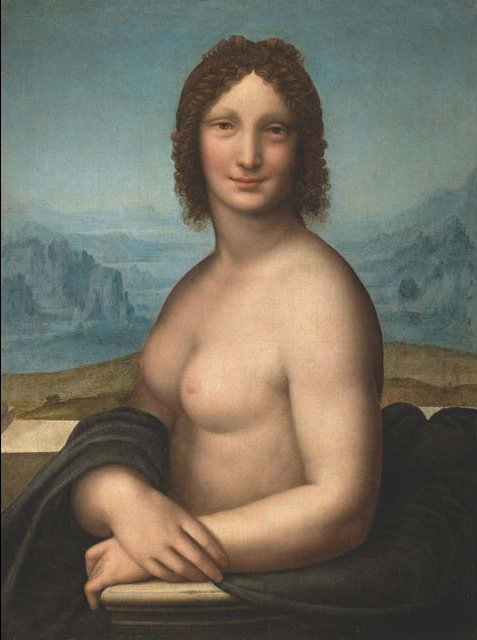
Monna Vanna – Aktversion der Mona Lisa, Louvre, Paris

  - Maria mit dem Kinde und dem Johannesknaben
- Florenz, Galleria degli Uffizi
  - Maria mit dem Kinde und der heiligen Anna (sog. Heilige Anna Selbdritt)
- Los Angeles, Armand Hammer Museum of Art
  - Maria mit dem Kinde und der heiligen Anna (sog. Heilige Anna Selbdritt)
- Mailand, Pinacoteca Ambrosiana
  - Der heilige Johannes der Täufer
- Mailand, Pinacoteca di Brera
  - Maria mit dem Kinde, den Heiligen Johannes der Täufer, Paulus und einem musizierenden Engel
  - Maria mit dem Kinde und den Heiligen Petrus und Paulus
- Paris, Louvre, Bildnis einer Frau mit entblößtem Oberkörper (sog. Monna Vanna)
- Schweiz, Privatsammlung
  - Bildnis einer Frau mit entblößtem Oberkörper (sog. Monna Vanna)
- St. Petersburg, Eremitage
  - Bildnis einer Frau mit entblößtem Oberkörper (sog. Monna Vanna)

### Handel
Aus Privatbesitz, Auktion angekündigt für Mitte November 2020, Frankreich, Auktionshaus Artcurial:
- Büßende Magdalena, Schätzwert 100.000 bis 150.000 Euro[9]